# Tourisme au Moyen-Orient

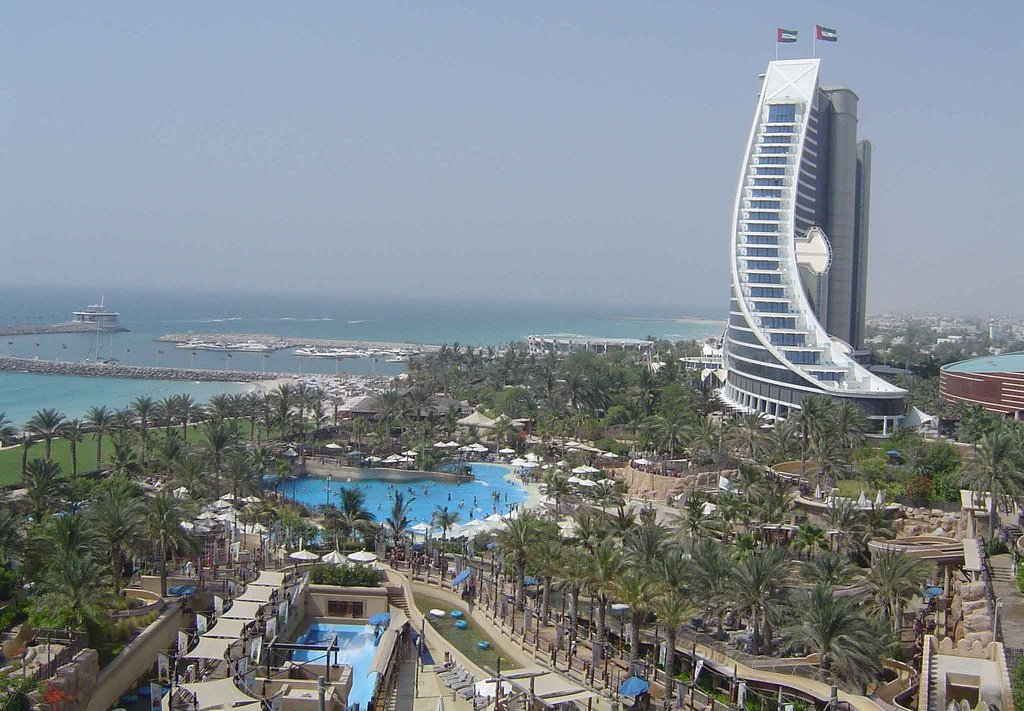
Le Wild Wadi Water Park à Dubaï.

Le tourisme au Moyen-Orient est l'un des secteurs connaissant le plus fort taux de croissance pour certains pays du Moyen-Orient. Si le tourisme est une des activités les plus prospères pour les pays du rivage méditerranéen, certains pays, notamment les riches Émirats de la péninsule arabique ont fait le pari d'attirer une clientèle fortunée en investissant massivement dans des infrastructures destinées au divertissement.

## Données de l'OMT
Selon l'Organisation mondiale du tourisme :
- En 2009, il y a eu un recul de 4 % et en 2010 une augmentation de 14 % du tourisme international.
- L’augmentation de 14 % en 2010 est principalement due au tourisme intra-régional.
- Baisse de 5 millions d’arrivées de touristes en 2011, ce qui équivaut à 8 % par rapport à 2010.
- Le tourisme international a augmenté de 4,2 % en moyenne par année entre 1980 et 2010 et devrait continuer d’accroître, mais plus lentement soit de 3,3 % par année entre 2010 à 2030.
- En 1980, le Moyen-Orient détenait seulement 3 % des parts de marché du tourisme international.
- En 2010, le Moyen-Orient détenait 6 % des parts de marché.
- En 2030, l’OMT prévoit que le Moyen-Orient attirera 8 % des touristes internationaux.

|                   | 1980 | 2010 | 2030 |
| ----------------- | ---- | ---- | ---- |
| Asie et Pacifique | 8 %  | 22 % | 30 % |
| Amérique          | 23 % | 16 % | 14 % |
| Europe            | 63 % | 51 % | 41 % |
| Afrique           | 3 %  | 5 %  | 7 %  |
| Moyen-Orient      | 3 %  | 6 %  | 8 %  |

## Histoire du tourisme au Moyen-Orient

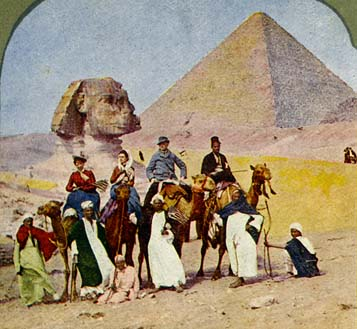
Groupe de touristes devant les pyramides de Gizeh au XIX.

Le tourisme occidental vers le Moyen-Orient émerge massivement après l'inauguration du canal de Suez en 1869, à laquelle de nombreux représentants politiques européens, mais aussi de nombreux artistes et intellectuels sont conviés par le khédive Ismaïl Pacha. L'ouverture du canal et le passage de nombreux pétroliers mais aussi de paquebots transportant des marchandises ou des touristes sur cette nouvelle Route des Indes crée en Égypte des villes nouvelles, comme Port-Saïd fondée en 1859 ou encore Ismaïlia fondée en 1863. Ces deux villes sont des passages obligés pour les paquebots de voyageurs, qui s'arrêtent également à Djibouti ou encore Aden. Les régions qui connaissent un afflux touristique considérable sont l’Égypte (Alexandrie, Le Caire, Port-Saïd, la Vallée des Rois, la Haute-Égypte et ses trésors antiques), les sites archéologiques du Liban et de la Syrie, ainsi que la Palestine. Seules les régions désertiques et la péninsule arabique restent pendant longtemps à l'écart des routes touristiques. En 1936, l'écrivain-voyageur français Paul Morand dresse un bilan du tourisme au Moyen-Orient, comme en témoigne cet extrait de son ouvrage La Route des Indes (1935) : 

« Jusqu'à la Grande Guerre les voyageurs européens ne se risquaient pas dans les solitudes d'Arabie nominalement soumises aux Turcs. Mais, aussitôt après l'armistice, Français et Anglais arrivant en Palestine et en Syrie apprirent que les caravanes n'avaient jamais cessé de parcourir ces pistes du désert pierreux et constatèrent que, des monts de Transjordanie à la Mésopotamie, le plateau était parfaitement uni, d'un sol dur et propice à l'auto. Nos missions militaires amenèrent non sans peine les guides indigènes à révéler le secret des grands chemins de sable et les premiers touristes apparurent. Vers 1920, l'anglais Nairn établit un service régulier d'autocars de Damas à Bagdad ; aujourd'hui, d'autres services relient Jérusalem et Beyrouth au Tigre ; les voitures roulent un jour et une nuit sans jamais perdre la piste et s'égarer dans les rochers, parmi les cadavres de chameaux et les rares tentes de bédouins. Les voyageurs poussiéreux, frottant leurs reins endoloris, soupirent de satisfaction en passant sur le pont de bateaux à l'entrée de Bagdad, car ils n'ont plus vu d'eau depuis le Jourdain ou le Barada, père des bains damasquins. Quand ils descendent dans New Street, déçus par la mesquinerie des hôtels de Bagdad après l'Orient Palace de Damas, leurs traits tirés avouent la longueur du trajet et ses cahots ; mais enfin le trajet existe ; il établit une jonction qui ne sera plus jamais rompue et va même se multiplier. »

Parallèlement à cette route maritime, la voie terrestre de la Route des Indes se développe au cours du XIXe siècle ainsi qu'au siècle suivant. On distingue deux trajets de la Route des Indes, l'une septentrionale et l'autre plus méridionale, allant d'Éphèse à Bombay en passant par l'Euphrate, l'antique Babylone, la Mésopotamie, Hérat et l'Afghanistan. Les voies de chemin de fer se développent également après la Première Guerre mondiale. Les Allemands avaient notamment un projet de liaison appelée la « Bagdadbahn », qui devait relier le Bosphore à l'Euphrate, mais qui fut abandonné après la Première Guerre mondiale. Le réseau de voies carrossables s'améliore également, et l'on fait dans les années 1930 le trajet Bagdad-Beyrouth en un jour et une nuit.
Le réseau aérien se développe également au XXe siècle. Toujours dans La Route des Indes, Paul Morand écrit : 

« De la route des Indes aérienne ou de la maritime, laquelle triomphera ? Les voyageurs, sans aucun doute, prendront celle de l'air. Nos fils verront d'innombrables aéronefs sillonner le ciel bleu d’Égypte où les nuées et les grains de la Méditerranée sont bus aussitôt par le sable altéré comme le vin par le gosier d'un ivrogne ; ils les verront voler sous le ciel gris des tropiques, sous le ciel noir de l’Équateur. »

Au XXe siècle, le Guide Sam « pour l'expansion économique française dans le Levant », édité de 1921 à 1930 donne un bon aperçu du tourisme dans la région.

### Le développement du « tourisme des vestiges »
L'histoire du tourisme au Moyen-Orient est étroitement liée à la redécouverte des civilisations antiques et aux cités-vestiges toujours visibles aujourd'hui (la Vallée des rois, Thèbes et Louxor en Égypte, Baalbek, Byblos et Tyr au Liban, Palmyre en Syrie, Pétra en Jordanie, Babylone en Irak, etc). Les fouilles archéologiques continuent encore aujourd'hui à livrer les secrets de ces civilisations millénaires.
Pendant l'entre-deux-guerres, l'inauguration du Musée égyptien du Caire en 1902, la découverte des momies de pharaons dans la Vallée des Rois avec la légende de la malédiction autour des momies de Toutânkhamon et Ramsès II ont contribué à développer massivement l'intérêt pour le tourisme des « vestiges ». Celui-ci s'organise dès la fin du XIXe siècle par l'intermédiaire d'agences touristiques dont la plus connue est l'entreprise Thomas Cook, qui créent des tours organisés spécialisés dans la visite des sites archéologiques.

## Tourisme religieux

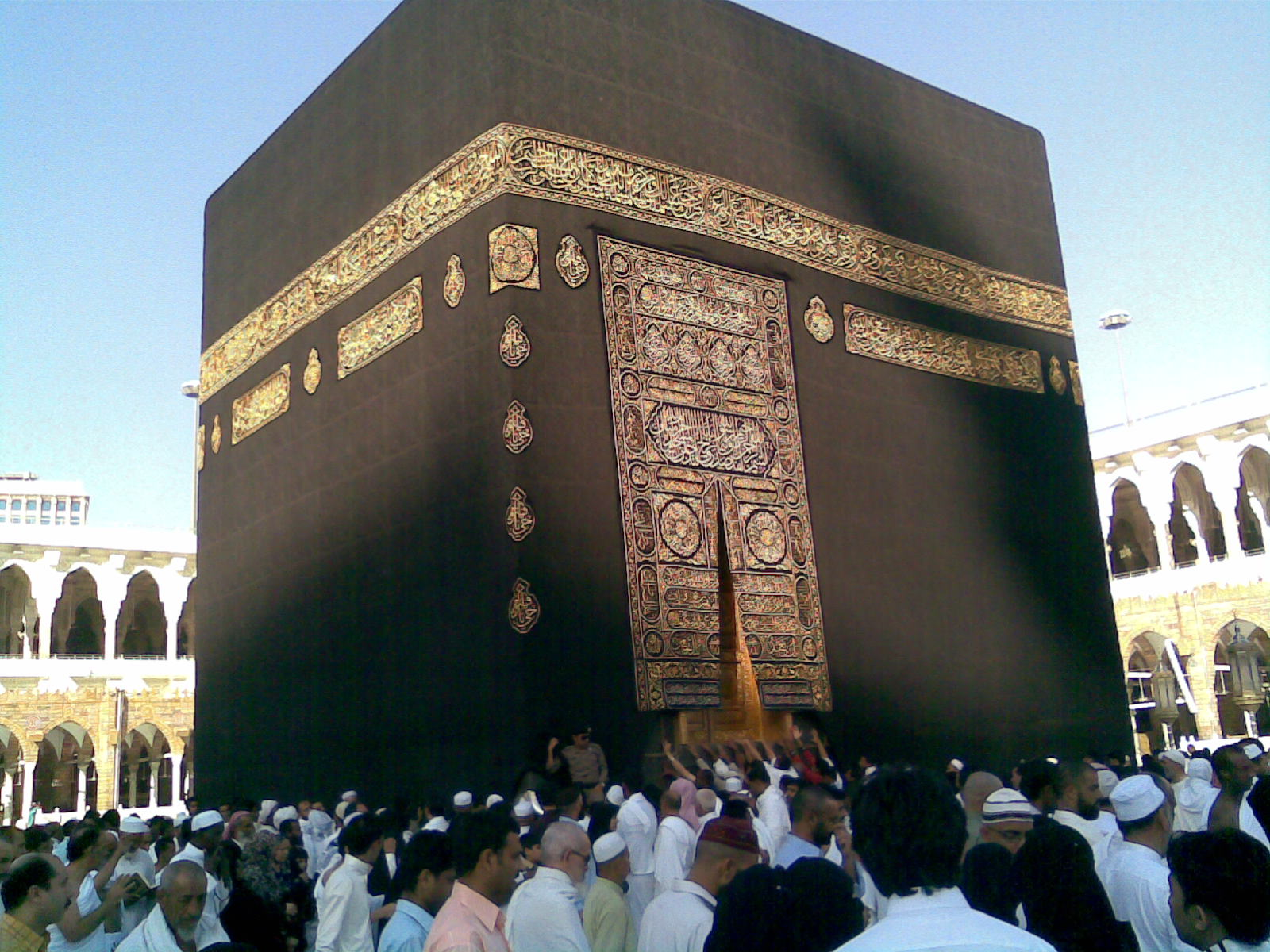
Pèlerins musulmans effectuant le Hajj.

Le tourisme religieux à destination des sites de pèlerinages des religions originaires du Moyen-Orient est principalement développé aux abords des lieux saints. La plus grande destination de tourisme religieux au monde est La Mecque qui attire chaque année 15 millions de pèlerins musulmans. En 2012, le pèlerinage du Hajj à La Mecque a réuni 3 millions de personnes provenant de 189 pays différents (44,6 % des pèlerins étaient originaires d'Arabie et 55,4 % des venaient de l'étranger). La ville de Médine est également très visitée par les pèlerins musulmans du fait de la présence de la Masjid al-Nabawi (lieu du tombeau de Mahomet).
Le pèlerinage de Jérusalem est l'un des principaux pèlerinages chrétien, juif et musulman qui draine 80 % des 1,9 million de touristes en Israël en 2005.

### Guides touristiques[8]
Guides Baedeker
- BAEDEKER, Karl, Palestine et Syrie, Ollendorff, 1882. Réed : 1893, 1906 et 1912.
- ———, Égypte, Ollendorff, 1898. Réed : 1903.
- ———, Égypte et Soudan, Ollendorff, 1908. Réed : 1913.

Guides Joanne puis « Guides bleus »
- BÉNÉDITE, Georges, La Péninsule Sinaïtique, Hachette, 1891.
- ———, Égypte, Hachette, 1900, 3 vol.
- BOULANGER, Robert, Guide Bleu Moyen-Orient : Liban, Syrie, Jordanie, Irak, Iran, Hachette, 1956.
- CHAUVET, Adrien, ISAMBERT, Émile, Itinéraire descriptif, historique et archéologique de l'Orient, III, Syrie, Palestine, Hachette, 1882.
- ———, Itinéraire descriptif, historique et archéologique de l'Orient, III, Syrie, Palestine, Édition de 1882 avec des renseignements mis au courant en 1890, Hachette, 1890.
- FINBERT, Élian J., Israël, Hachette, 1961.
- ISAMBERT, Émile, Itinéraire descriptif, historique et archéologique de l’Orient, II, Malte, Égypte, Nubie, Abyssinie, Sinaï, Paris, Hachette, 1878.
- ———, Itinéraire descriptif, historique et archéologique de l’Orient, 2, Malte, Égypte, Nubie, Abyssinie, Sinaï, Édition de 1881, le musée de Boulaq a été corrigé en 1885, la description de la péninsule Sinaïtique a été refaite en 1890 par M. Georges Bénédite, attaché des Musées nationaux, et les renseignements pratiques ont été mis au courant en 1890, Hachette, 1890.
- JOANNE, Adolphe, ISAMBERT, Émile, Itinéraire descriptif, historique et archéologique de l’Orient, Hachette, 1861.
- MONMARCHÉ, Marcel, Guide Bleu Syrie Palestine, Hachette, 1932.

Autres guides
- JACQUOT, Paul, Antioche, centre de tourisme, 3 tomes, Antioche, Comité du Tourisme, 1931.

### Œuvres littéraires
- MORAND, Paul, La Route des Indes, Paris, Plon, 1936.
- RODES, Jean, L'Heure du bédouin, roman-reportage du grand tourisme égyptien, Agen, Éditions La Vie, 1924.

### Articles
- CAZACU, Matei, Des femmes sur les routes de l’Orient : le voyage de Constantinople au XXe siècle, Genève, Georg, 1999, 205 p. (Coll : « L’Orient proche ; les voyageurs).
- MORLIER, Hélène, « Une série de prestige des Guides Joanne : l’Itinéraire d’Orient », dans Les guides de voyage : au fil du Rhin et ailleurs…, Actes de la journée d’études du 19 mars 2004, M. BREUILLOT, T. BEAUFILS (éd.), Strasbourg, 2005, p. 17-41.
- DANIEL, Nicolas et Feriel BEN MAHMOUD, Le voyage en Orient, de l' « âge d'or » à l'avènement du tourisme (1850-1930), éditions place des Victoires, 2008, 239 p.
- LANÇON, Daniel, « Les derniers voyageurs français en Égypte (dé)livrée, 1900-1956 », dans Le dernier siècle des voyages, textes réunis par Olivier Hambursin, Presses Universitaires de la Sorbonne, 2004, 356 p., p. 223-244.
- LARRAT, J.-C., « Malraux et l'Arabie des aventuriers », Écrivains et intellectuels français face au monde arabe, Catherine Mayaux (dir.), Champion, 2011